# Vlag van Brussel (stad)
De vlag van Brussel is in jaren 30 bij raadsbesluit vastgesteld als de gemeentelijke vlag van de Brusselse gemeente Brussel. De beschrijving luidt:
Twee even lange banen van groen en van rood met op het midden een gele Sint Michaël.
De vlag is afgeleid van het gemeentewapen. De afbeelding van Sint Michaël zoals hij op de vlag staat is ook opgenomen in het huidige gemeentelogo. Groen en rood zijn de traditionele kleuren van Brussel.
Op de officiële vlag van de stad zijn Aartsengel Michaël en de duivel afgebeeld in het geel silhouet. Maar het is ook mogelijk om een alternatieve vlag te gebruiken, waarbij in het midden een vereenvoudigde versie staat van het kleine wapen, waar de duivel is afgebeeld zwart, en de aartsengel wordt getekend.

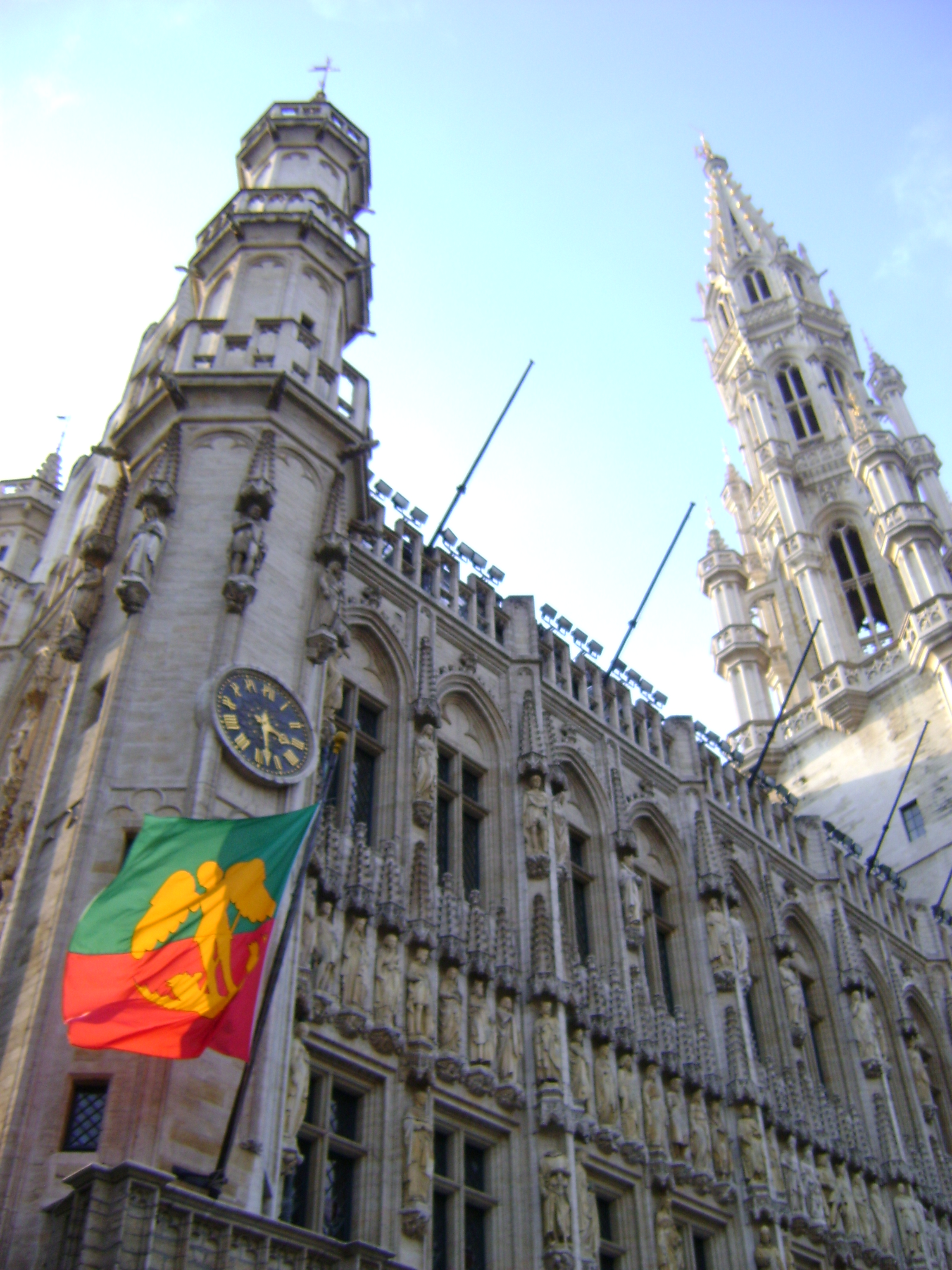
Stadhuis van Brussel met de stadsvlag

## Vorige vlaggen
Vroeger was de vlag een horizontale of verticale tweedeling van rood en groen, of de rode met en een groen rand. Het rood en groen verwijst naar de stadskleuren. De vlag van de voormalige gemeente Laken was een driekleur die bestaat uit drie even brede verticale banen, vanaf de stok in de kleuren blauw, geel en blauw. In 1921 is Laken opgegaan in de nieuwe gemeente Brussel waardoor het gebruik van de vlag stopte.

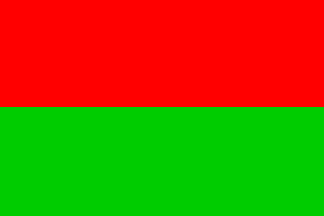
Oude vlag van de stad Brussel (ca. 1900)
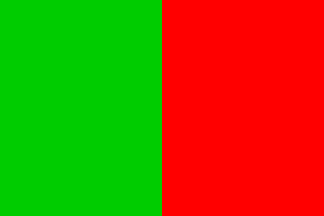
Oude vlag van de stad Brussel (ca. 1900)
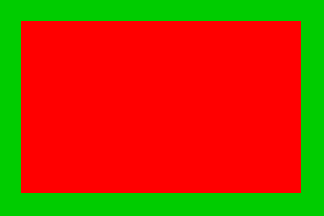
Oude vlag van de stad Brussel (ca. 1930)
De vlag van de voormalige gemeente Laken (tot 1921)